# 1853

## Esdeveniments
Països Catalans
- 23 d'abril - Barcelona: Fundació de l'Orfeó Barcelonès, primer orfeó de l'Estat Espanyol.[1]

Resta del món
- 12 de febrer - Xile: Fundació de la ciutat de Puerto Montt.
- 28 de març - París, França: S'estableix formalment la Comuna de París, que dominarà breument la ciutat, fins al 28 de maig.
- 1 de maig -Argentina: Sanció de la Constitució de la Nació.
- 8 de juliol -Tòquio (Japó):El comodor Matthew Perry arribà prop de l'actual Tòquiosent rebut per representants del shogunat Tokugawa, que l'aconsellaren que viatgés cap a Nagasaki, l'únic port japonès obert pels estrangers en aquella època. Perry refusà la idea i demanà permís per presentar la carta escrita pel president nord-americà Millard Fillmore a l'emperador, amenaçant d'usar la força armada si no se l'hi concedia.[2]
- 19 de setembre - Roma: estrena mundial de l'òpera de Giuseppe Verdi, Il trovatore
- 30 de novembre - Sinope, Imperi Otomà: Batalla de Sinope entre l'Imperi Rus i l'Imperi Otomà.

## Naixements
Països Catalans
- 26 de març, Benigànim, Vall d'Albaida: Antoni Gomar i Gomar, pintor paisatgista valencià (m. 1911).
- 20 d'abril, Barcelona: Juli Marial i Tey, arquitecte i polític català (m. 1929).[3]
- 2 de maig, Palma, Mallorca: Antoni Maura, polític espanyol d'origen mallorquí (m. 1925).[4]
- 5 de maig, Barcelona: Joaquima Santamaria, de pseudònim Agna de Valldaura, va ser una escriptora, folklorista i traductora (m. 1930).[5]
- 14 de maig, Barcelona: Claudi López i Bru, segon Marquès de Comillas i Gran d'Espanya, empresari i filantropcatalà.(m. 1925).[6]
- 25 de maig:
  - Vila-seca: Maria Elena Maseras Ribera, metgessa.[7]
  - Barcelona: Jaume Gustà i Bondia, arquitecte català (m. 1932).[8]
- 14 d'octubre, Olot: Marià Vayreda, escriptor i pintor (m. 1903).

Resta del món
- 12 de gener, Lugo: Gregorio Ricci-Curbastro, matemàtic italià (m. 1925).
- 28 de gener, l'Havana, Cuba: José Martí, poeta i heroi de la guerra de la independència cubana.
- 24 de febrer, Uherska Skalice, Eslovàquia: Milan Lichard, compositor eslovac.
- 30 de març, Groot Zundert, Brabant del Nord, Països Baixos: Vincent van Gogh, pintor i dibuixant postimpressionista (m. 1890)[9]
- 18 d'abril, Aguadilla, Puerto Rico: Ana Roqué de Duprey, mestra, escriptora, científica, editora, sufragista i una de les fundadores de la Universitat de Puerto Rico (m.1933).[10]
- 1 de maig, Princeton, Missouri: Calamity Jane, famosa aventurera que va viure al Far West (m. 1903).[11]
- 11 de juny, Preußlitz: Emil Riebeck, explorador, mineralogista, etnòleg i naturalista alemany.
- 5 de juliol, Hertfordshire, Anglaterra: Cecil Rhodes, empresari, colonitzador i polític britànic (m. 1902).[12]
- 9 de juliol, Bruges, Karel De Flou, el «Joan Coromines» flamenc[13]
- 18 de juliol, Arnhem, Països Baïxos: Hendrik Lorentz, físic i matemàtic neerlandès, Premi Nobel de Física de l'any 1902 (m. 1928).
- 27 de juliol, Brighton: Clementina Black, escriptora anglesa, reformadora social, feminista i pionera sindicalista (m. 1922).[14]
- 19 d'agost, Cúmbria, Anglaterra: Augusta Mary Wakefield, cantant i compositora.
- 21 d'agost, Màlaga: Laura García Hoppe, pintora espanyola vinculada a la Institución Libre de Enseñanza (m. 1946).[15]
- 25 d'agost, Bordeus: Oscar de Lagoanère compositor i director d'orquestra francès del Romanticisme.
- 2 de setembre, Riga, Letònia, Imperi Rus: Wilhelm Ostwald, químic alemany, Premi Nobel de Química de 1909. (m. 1932).[16]
- 14 de desembre, Santa Maria Capua Vetere (Itàlia): Errico Malatesta, teòric i activista anarquista italià (m. 1932).
- 16 de setembre, Rostock, Imperi alemany: Albrecht Kossel, metge i bioquímic alemany, Premi Nobel de Medicina o Fisiologia de l'any 1910 (m. 1927).
- 21 de setembre, Groningen, Països Baixos: Heike Kamerlingh Onnes, físic neerlandès, Premi Nobel de Física de l'any 1913 (m. 1926).
- 10 d'octubre, Amsterdam: Jeanne Immink, alpinista holandesa pionera (m.1929).[17]
- 22 de desembre, Jayrambati (Índia): Sarada Devi, de nom de naixement Saradamani Mukhopadhyaya, va ser una important líder espiritual hindú. (m. 1920).[18]

## Necrològiques
Països Catalans
- 2 d'octubre - París: François Aragó, científic català.
- 14 de desembre, Vallbona de les Monges: Lluïsa Dalmau Falç, abadessa del monestir de Vallbona de les Monges.[19]

Resta del món
- 27 de juny - Japó: Tokugawa Ieyoshi, 43è shogun.
- 23 de juliol - Magaliesberg (Sud-àfrica): Andries Pretorius, un líder dels bòers que contribuí decisivament a la creació de la República de Transvaal (n. 1798).[20]
- 30 d'agost - Saragossa: Maria Ràfols i Bruna, religiosa.
- 17 de març - Venècia (Itàlia): Christian Andreas Doppler, matemàtic i físic austríac (n. 1803).
- 15 de novembre - Lisboa: Maria II de Portugal l'Educadora, reina de Portugal (n. 1819).[21]
- 31 de desembre - Hamburg (Alemanya): Alexis de Chateauneuf, arquitecte i urbanista.
- París, Gabriel Gauthier, organista.